# Whirlwinds
Whirlwinds es un álbum de estudio del músico brasileño Eumir Deodato. Fue publicado en abril de 1974 a través del sello discográfico MCA Records.

## Grabación y contenido
Autoroducido por Deodato, Whirlwinds se grabó en The Record Plant, en la ciudad de Nueva York. Carmine Rubino se desempeñó como ingeniero de audio, y fue asistido por Richard Apuzzo y Kevin Herron. El álbum contenía un total de 6 canciones. Él escribió «West 42nd Street» y «Havana Strut» solo, y «Whirlwinds» con el guitarrista John Tropea. Whirlwinds incluye la versión de estudio de «Do It Again», interpretada por primera vez en el álbum en vivo, In Concert.

## Recepción de la crítica
Un escritor no especificado de Record World le otorgó el certificado de “Hit of the Week”, e indicó que “los ritmos se hinchan con su estilo inimitable de jazz comercial”. Un escritor no especificado de la revista Cash Box declaró: “Deodato ha pasado de ser un conocido hombre de sesión a uno de los nombres más importantes de la industria del espectáculo y su álbum debut en MCA le da el impulso para ir aún más lejos y establecerse como un nombre familiar”. Un escritor no especificado de Billboard escribió: “En su último LP de CTI y en este primero para su nuevo sello, él continúa combinando los mejores elementos de la improvisación de jazz con patrones rítmicos contemporáneos, alegres recorridos de guitarra amplificados y un gran fondo orquestal”.

## Lista de canciones
| Lado uno |                      |                            |          |  |
| N.º      | Título               | Escritor(es)               | Duración |  |
| 1.       | «Moonlight Serenade» | Glenn Miller               | 8:27     |  |
| 2.       | «Ave Maria»          | Franz Schubert             | 5:18     |  |
| 3.       | «Do It Again»        | Walter Becker Donald Fagen | 4:09     |  |

| Lado dos |                    |                     |          |  |
| N.º      | Título             | Escritor(es)        | Duración |  |
| 1.       | «West 42nd Street» | Eumir Deodato       | 5:50     |  |
| 2.       | «Havana Strut»     | Deodato             | 4:41     |  |
| 3.       | «Whirlwinds»       | John Tropea Deodato | 8:09     |  |

## Créditos y personal
Créditos adaptados desde las notas de álbum de Whirlwinds.
Músicos
- John Tropea – guitarra
- John Giulino, Tony Levin – bajo eléctrico
- Billy Cobham, Nick Remo – batería
- Rubens Bassini – conga, bongó
- Gilmore Digap, Rubens Bassini, Eumir Deodato – percusión
- Marv Stamm, Alan Rubin, John Eckert, John Faddis, Victor Paz, Larry Spencer  – trompeta
- Jimmy Buffington, Brooks Tillotson – corno francés
- Urbie Green, Sam Burtis – trombón
- Tony Price – tuba
- Romeo Penque, George Marge, Phil Bodner, Artie Kaplan, Joe Temperley – flauta, saxofón
- Emanuel Green, Irving Spice, Michael Spivakowsky, Harold Kahon, Harry Glickman, Paul Winter, Marvin Morgenstern, Max Ellen, Carmel Malin, Norman Carri – violín
- Al Brown, Selwart Clark – viola
- Alan Shulman, Charles McCracken, Gloria Lanzarone – violonchelo

Personal técnico
- Eumir Deodato – productor, arreglos, conductor
- Carmine Rubino – ingeniero de audio
- Richard Apuzzo, Kevin Herron – ingeniero asistente
- Alen MacWeeney – fotografía de portada
- Frank Lafitte – fotografía de contraportada

## Posicionamiento
| Gráfica (1974)                             | Pico de posición |
| ------------------------------------------ | ---------------- |
| Estados Unidos (Billboard Top LP's & Tape) | 63               |
| Estados Unidos (Billboard Soul LP's)       | 28               |